# 朱塞佩娜·博扎姬
朱塞佩娜·博扎姬（義大利語：Giuseppina Bozzacchi，1853年11月23日—1870年11月23日）是義大利的天才芭蕾舞者。她16歲時在萊奧·德利布的芭蕾舞劇《葛蓓莉亞》中飾演史旺希爾妲（Swanhilda）一角而聞名。

## 生涯
朱塞佩娜·博扎姬生於米蘭 ，師從阿米娜·博斯凱蒂（Amina Boschetti，1836年－1881年）學習芭蕾。
隨後，博札姬前往巴黎師從當時著名芭蕾舞導師多米尼克夫人（Mme Dominique）學習芭蕾舞，並在尋找《葛蓓莉亞》女主角史旺希爾妲一角時被編舞家亞瑟·聖萊昂（Arthur Saint-Léon）和皇家音樂學院院長埃米爾佩蘭（Émile Perrin）發掘。
《葛蓓莉亞》於1870年5月25日在巴黎歌劇院首演，拿破崙三世皇帝也在場，並取得了大成功。
然而，同年7月的法國和普魯士之間爭奪歐洲西部的陸上霸權，7月19日法國宣戰。當時巴黎歌劇院因普法戰爭期間關閉，歌劇院停止支付工資，博扎姬因缺乏食物而虛弱生病。她感染天花並於17歲生日那天早上去世。她被埋葬在巴黎蒙馬特公墓。。
普法戰爭結束後，《葛蓓莉亞》於1871年重新上演。在博扎姬去世後，史旺希爾妲的角色由萊昂廷·博格蘭（Leontine Beaugrand，1842年－1925年）接任。

## 相關項目
- 克拉拉·韋伯斯特（英语：Clara Vestris Webster）、艾瑪·萊弗利（英语：Emma Livry）：同博扎姬一樣英年早逝的芭蕾舞者。

## 外部連結
- Find A Grave
- 音樂日曆|5月25日[]